# Synthemis miranda
Synthemis miranda – gatunek ważki z rodziny Synthemistidae.